# Lista över countyn i Wisconsin

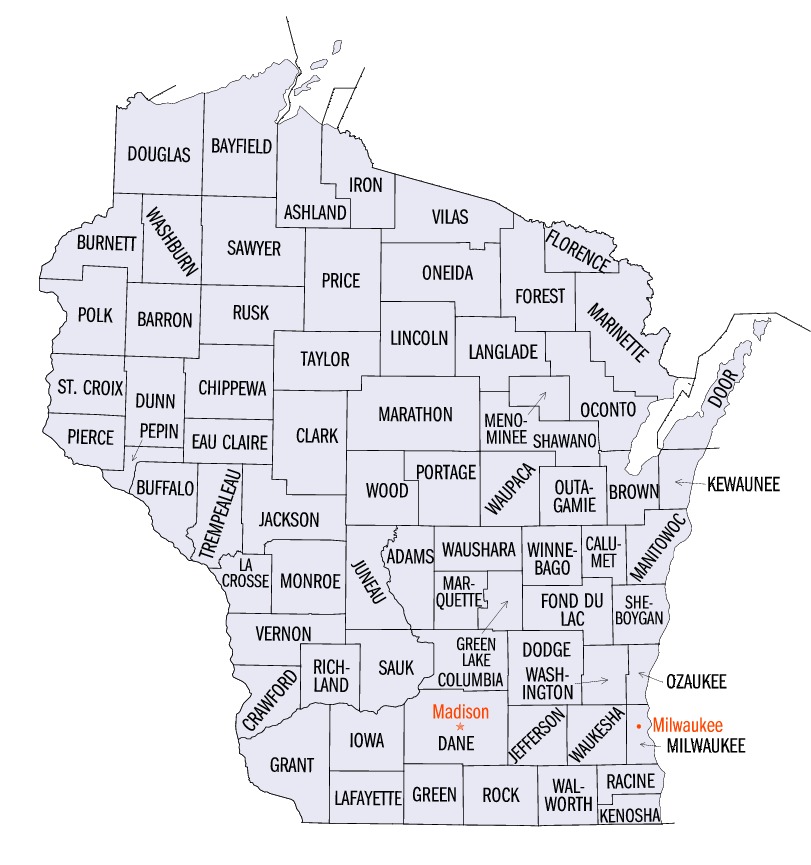
Wisconsins Countyn.

Detta är en lista över de 73 countyn som finns i delstaten Wisconsin i USA. 
| County             | Huvudort (County Seat) |
| ------------------ | ---------------------- |
| Adams County       | Friendship             |
| Ashland County     | Ashland                |
| Barron County      | Barron                 |
| Bayfield County    | Washburn               |
| Brown County       | Green Bay              |
| Buffalo County     | Alma                   |
| Burnett County     | Siren                  |
| Calumet County     | Chilton                |
| Chippewa County    | Chippewa Falls         |
| Clark County       | Neillsville            |
| Columbia County    | Portage                |
| Crawford County    | Prairie du Chien       |
| Dane County        | Madison                |
| Dodge County       | Juneau                 |
| Door County        | Sturgeon Bay           |
| Douglas County     | Superior               |
| Dunn County        | Menomonie              |
| Eau Claire County  | Eau Claire             |
| Florence County    | Florence               |
| Fond du Lac County | Fond du Lac            |
| Forest County      | Crandon                |
| Grant County       | Lancaster              |
| Green County       | Monroe                 |
| Green Lake County  | Green Lake             |
| Iowa County        | Dodgeville             |
| Iron County        | Hurley                 |
| Jackson County     | Black River Falls      |
| Jefferson County   | Jefferson              |
| Juneau County      | Mauston                |
| Kenosha County     | Kenosha                |
| Kewaunee County    | Kewaunee               |
| La Crosse County   | La Crosse              |
| Lafayette County   | Darlington             |
| Langlade County    | Antigo                 |
| Lincoln County     | Merrill                |
| Manitowoc County   | Manitowoc              |
| Marathon County    | Wausau                 |
| Marinette County   | Marinette              |
| Marquette County   | Montello               |
| Menominee County   | Keshena                |
| Milwaukee County   | Milwaukee              |
| Monroe County      | Sparta                 |
| Oconto County      | Oconto                 |
| Oneida County      | Rhinelander            |
| Outagamie County   | Appleton               |
| Ozaukee County     | Port Washington        |
| Pepin County       | Durand                 |
| Pierce County      | Ellsworth              |
| Polk County        | Balsam Lake            |
| Portage County     | Stevens Point          |
| Price County       | Phillips               |
| Racine County      | Racine                 |
| Richland County    | Richland Center        |
| Rock County        | Janesville             |
| Rusk County        | Ladysmith              |
| Sauk County        | Baraboo                |
| Sawyer County      | Hayward                |
| Shawano County     | Shawano                |
| Sheboygan County   | Sheboygan              |
| St. Croix County   | Hudson                 |
| Taylor County      | Medford                |
| Trempealeau County | Whitehall              |
| Vernon County      | Viroqua                |
| Vilas County       | Eagle River            |
| Walworth County    | Elkhorn                |
| Washburn County    | Shell Lake             |
| Washington County  | West Bend              |
| Waukesha County    | Waukesha               |
| Waupaca County     | Waupaca                |
| Waushara County    | Wautoma                |
| Winnebago County   | Oshkosh                |
| Wood County        | Wisconsin Rapids       |